# Brykoń
Brykoń – wieś na Ukrainie w rejonie lwowskim (do 2020 roku w rejonie przemyślańskim) należącym do obwodu lwowskiego.

## Historia
W 1921 wieś liczyła 36 zagród i 222 mieszkańców, w tym 157 Ukraińców, 45 Polaków i 20 Żydów. W 1931 zagród było 56 a mieszkańców 230.
W 1944 nacjonaliści ukraińscy zamordowali Ferdynanda Machnera.